# Ucraina ai Giochi della XXXIII Olimpiade
L'Ucraina ha partecipato ai Giochi della XXXIII Olimpiade, svoltisi a Parigi dal 26 luglio all'11 agosto 2024, con una delegazione di 143 atleti (incluse le riserve), 73 uomini e 70 donne, in 22 sport e 25 discipline.
La portabandiera alla cerimonia di apertura è stata Elina Svitolina.

## Delegazione
| Sport                | Uomini | Donne | Totale |
| -------------------- | ------ | ----- | ------ |
| Arrampicata sportiva | 1      | 1     | 2      |
| Atletica leggera     | 12     | 14    | 26     |
| Badminton            | 0      | 1     | 1      |
| Break dance          | 1      | 2     | 3      |
| Calcio               | 18     | 0     | 18     |
| Canoa/kayak          | 5      | 4     | 9      |
| Canottaggio          | 2      | 4     | 6      |
| Ciclismo             | 2      | 2     | 4      |
| Ginnastica           | 5      | 7     | 12     |
| Judo                 | 2      | 3     | 5      |
| Lotta                | 5      | 4     | 9      |
| Nuoto                | 4      | 1     | 5      |
| Nuoto artistico      | 0      | 2     | 2      |
| Pentathlon moderno   | 2      | 1     | 3      |
| Pugilato             | 3      | 0     | 3      |
| Scherma              | 0      | 8     | 8      |
| Sollevamento pesi    | 0      | 1     | 1      |
| Tennis               | 0      | 6     | 6      |
| Tennistavolo         | 1      | 2     | 3      |
| Tiro con l'arco      | 1      | 1     | 2      |
| Tiro                 | 4      | 2     | 6      |
| Tuffi                | 5      | 4     | 9      |
| Totale               | 73     | 70    | 143    |